# Quasi-Park Narodowy Hidaka-sanmyaku Erimo
Quasi-Park Narodowy Hidaka-sanmyaku Erimo (jap. 日高山脈襟裳国定公園 Hidaka-sanmyaku Erimo Kokutei Kōen) – największy quasi-park narodowy w Japonii. 
Park położony jest w południowej części Hokkaido i zajmuje obszar 103 447 ha Obejmuje on południowo-zachodni kraniec łańcucha gór Hidaka (Hidaka-sanmyaku) do przylądka Erimo. 
Park został utworzony jako Park Prefektury Erimo w 1950 roku, a w 1958 roku jego nazwę zmieniono na Park Natury Prefektury Erimo, aż jego status został podniesiony do rangi parków quasi-narodowych w 1981 roku. Jest sklasyfikowany jako pomnik przyrody przez Światową Komisję ds. Obszarów Chronionych.
Podobnie jak wszystkie quasi-parki narodowe w Japonii, park jest zarządzany przez władze prefektury.

## Galeria

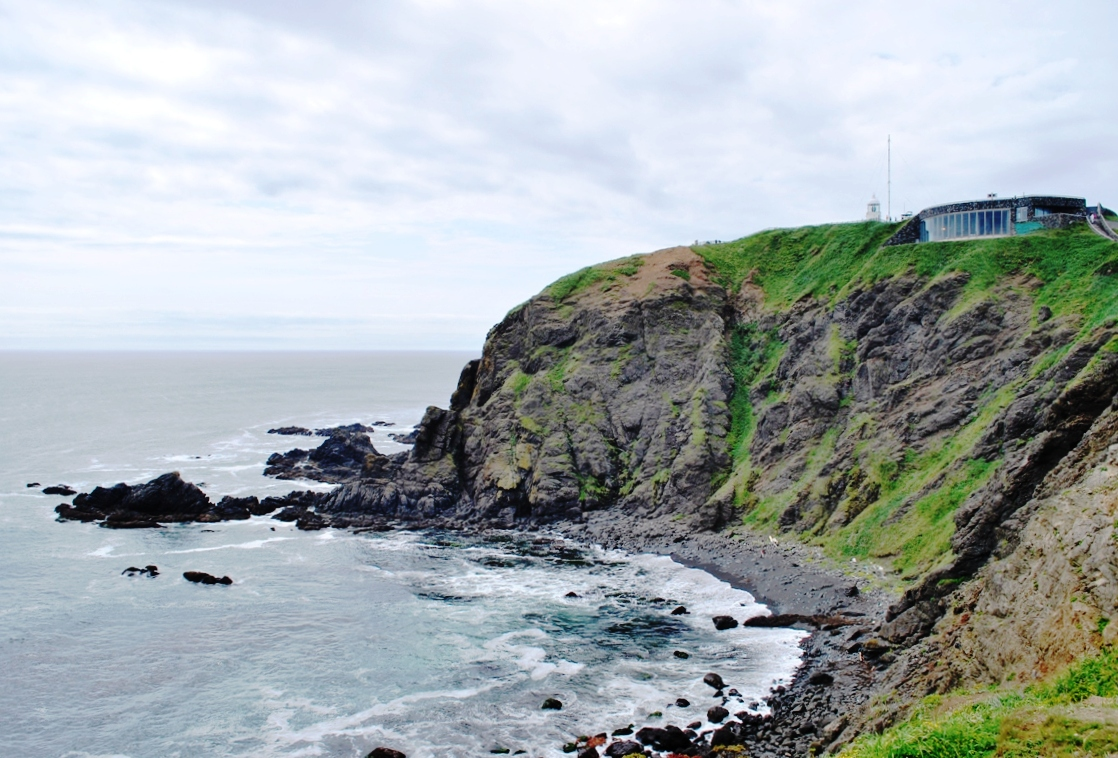
Przylądek Erimo
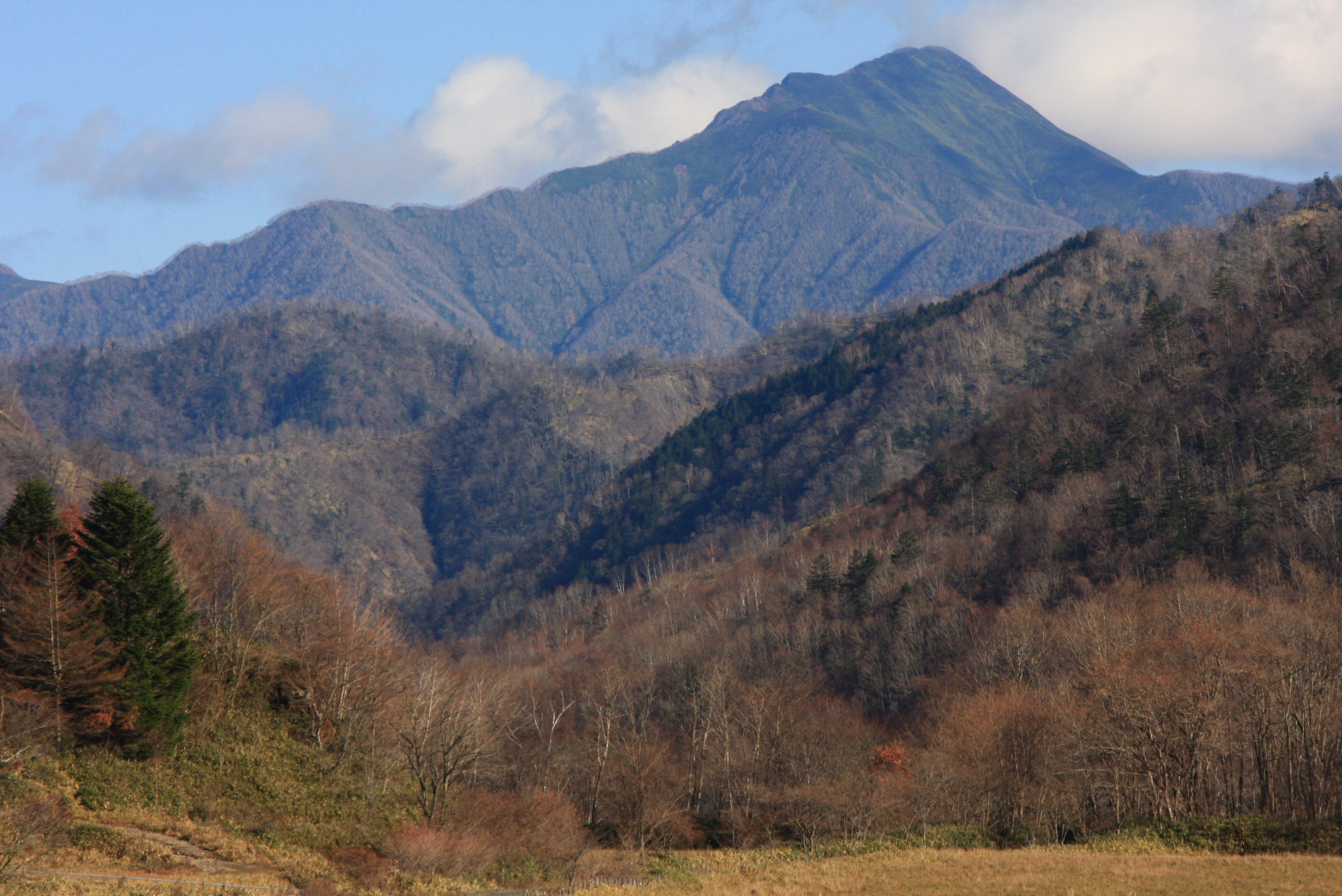
Góra Kamui